# Elecciones provinciales de Argentina de 1991
Las elecciones provinciales de Argentina de 1991 tuvieron lugar de forma desdoblada en 6 fechas entre el 11 de agosto y el 29 de diciembre, con el objetivo de renovar las 23 gobernaciones y legislaturas provinciales, así como la mitad del Consejo Deliberante de la ciudad de Buenos Aires. Se realizaron en simultáneo con las elecciones legislativas de medio término a nivel nacional, excepto en las provincias de Río Negro y Santa Fe.

## Cronograma
| Distrito                          | Fecha                   | Gobernador              | Partido   | Partido                     | Alianza nacional | Alianza nacional             | Diputados | Senadores | Consulta popular |
| --------------------------------- | ----------------------- | ----------------------- | --------- | --------------------------- | ---------------- | ---------------------------- | --------- | --------- | ---------------- |
| Buenos Aires (Ver detalle)        | 8 de septiembre de 1991 | Eduardo Duhalde         |           | Partido Justicialista       |                  | Frente Justicialista         | 46        | 23        | No elige         |
| Capital Federal                   | 8 de septiembre de 1991 | No elige                | 30        | No elige                    | No elige         |                              |           |           |                  |
| Catamarca (Ver detalle)           | 1 de diciembre de 1991  | Arnoldo Aníbal Castillo |           | Unión Cívica Radical        |                  | Sin alianza nacional         | 34        | 16        | No elige         |
| Chaco (Ver detalle)               | 27 de octubre de 1991   | Rolando Tauguinas       |           | Acción Chaqueña             |                  | Unión del Centro Democrático | 16        | No elige  | No elige         |
| Chubut (Ver detalle)              | 8 de septiembre de 1991 | 1ª vuelta               | 1ª vuelta | 1ª vuelta                   | 1ª vuelta        | 1ª vuelta                    | 27        | No elige  | No elige         |
| Chubut (Ver detalle)              | 13 de octubre de 1991   | Carlos Maestro          |           | Unión Cívica Radical        |                  | Sin alianza nacional         | No elige  | No elige  | No elige         |
| Córdoba (Ver detalle)             | 8 de septiembre de 1991 | Eduardo Angeloz R       |           | Unión Cívica Radical        |                  | Sin alianza nacional         | 66        | 23        | No elige         |
| Corrientes (Ver detalle)          | 27 de octubre de 1991   | Elección no concluyente | 13        | 4                           | No elige         |                              |           |           |                  |
| Entre Ríos (Ver detalle)          | 8 de septiembre de 1991 | Mario Armando Moine     |           | Partido Justicialista       |                  | Frente Justicialista         | 28        | 16        | No elige         |
| Formosa (Ver detalle)             | 8 de septiembre de 1991 | Vicente Joga R          |           | Partido Justicialista       |                  | Frente Justicialista         | 15        | No elige  | No elige         |
| Jujuy (Ver detalle)               | 27 de octubre de 1991   | Roberto Domínguez       |           | Partido Justicialista       |                  | Frente Justicialista         | 24        | No elige  | No elige         |
| La Pampa (Ver detalle)            | 8 de septiembre de 1991 | Rubén Marín             |           | Partido Justicialista       |                  | Frente Justicialista         | 21        | No elige  | No elige         |
| La Rioja (Ver detalle)            | 27 de octubre de 1991   | Bernabé Arnaudo         |           | Partido Justicialista       |                  | Frente Justicialista         | 16        | No elige  | No elige         |
| Mendoza (Ver detalle)             | 8 de septiembre de 1991 | Rodolfo Gabrielli       |           | Partido Justicialista       |                  | Frente Justicialista         | 24        | 19        | Sí               |
| Misiones (Ver detalle)            | 8 de septiembre de 1991 | Ramón Puerta            |           | Partido Justicialista       |                  | Frente Justicialista         | 20        | No elige  | No elige         |
| Neuquén (Ver detalle)             | 8 de septiembre de 1991 | Jorge Sobisch           |           | Movimiento Popular Neuquino |                  | Sin alianza nacional         | 25        | No elige  | No elige         |
| Río Negro (Ver detalle)           | 11 de agosto de 1991    | Horacio Massaccesi R    |           | Unión Cívica Radical        |                  | Sin alianza nacional         | 43        | No elige  | No elige         |
| Salta (Ver detalle)               | 27 de octubre de 1991   | Roberto Ulloa           |           | Partido Renovador de Salta  |                  | Sin alianza nacional         | 30        | 11        | No elige         |
| San Juan (Ver detalle)            | 11 de agosto de 1991    | Jorge Escobar           |           | Partido Justicialista       |                  | Frente Justicialista         | 42        | No elige  | No elige         |
| San Luis (Ver detalle)            | 11 de agosto de 1991    | Adolfo Rodríguez Saá R  |           | Partido Justicialista       |                  | Frente Justicialista         | 21        | 5         | No elige         |
| Santa Cruz (Ver detalle)          | 8 de septiembre de 1991 | Néstor Kirchner         |           | Partido Justicialista       |                  | Frente Justicialista         | 12        | No elige  | No elige         |
| Santa Fe (Ver detalle)            | 8 de septiembre de 1991 | Carlos Reutemann        |           | Partido Justicialista       |                  | Frente Justicialista         | 50        | 19        | No elige         |
| Santiago del Estero (Ver detalle) | 27 de octubre de 1991   | Carlos Aldo Mujica      |           | Partido Justicialista       |                  | Frente Justicialista         | 22        | No elige  | No elige         |
| Tierra del Fuego (Ver detalle)    | 1 de diciembre de 1991  | 1ª vuelta               | 1ª vuelta | 1ª vuelta                   | 1ª vuelta        | 1ª vuelta                    | 15        | No elige  | No elige         |
| Tierra del Fuego (Ver detalle)    | 29 de diciembre de 1991 | José Arturo Estabillo   |           | Movimiento Popular Fueguino |                  | Sin alianza nacional         | No elige  | No elige  | No elige         |
| Tucumán (Ver detalle)             | 8 de septiembre de 1991 | Ramón Ortega            |           | Partido Justicialista       |                  | Frente Justicialista         | 40        | No elige  | No elige         |
| R: Reelecto                       |                         |                         |           |                             |                  |                              |           |           |                  |

## Capital Federal
|  | 36,58 % |

|  | 27,52 % |

|  | 9,49 % |

|  | 7,51 % |

|  | 4,06 % |

|  | 1,80 % |

|  | 1,60 % |

|  | 1,59 % |

|  | 1,59 % |

|  | 1,56 % |

|  | 1,48 % |

|  | 1,36 % |

|  | 0,71 % |

|  | 0,63 % |

|  | 0,56 % |

|  | 0,52 % |

|  | 0,50 % |

|  | 0,38 % |

|  | 0,22 % |

|  | 0,20 % |

|  | 0,15 % |

|  | 94,91 % |

|  | 4,30 % |

|  | 0,79 % |

|  | 79,62 % |

|  | 100 % |